# Varshets Saddle

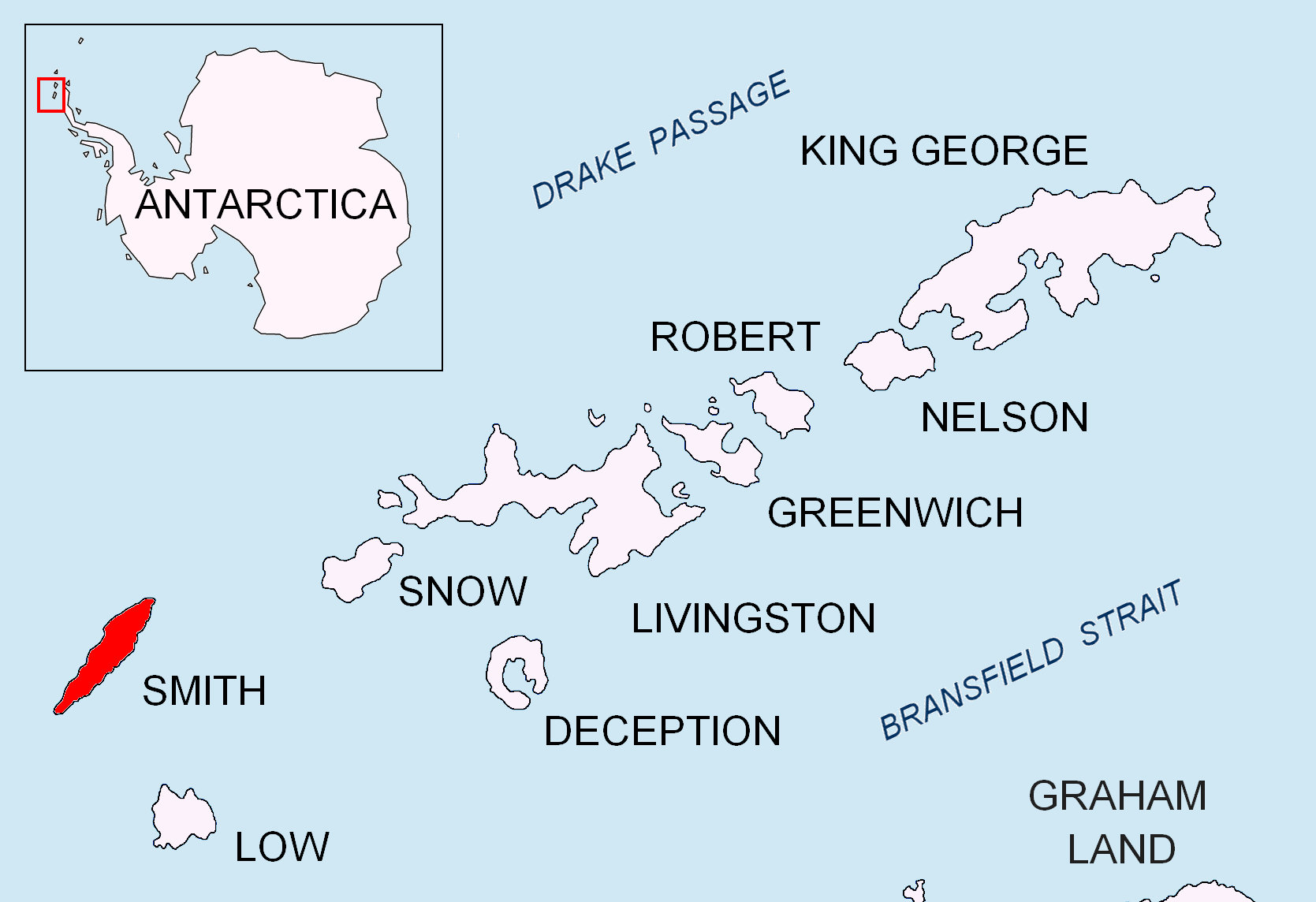
Localizzazione dell'Isola Smith, nelle Isole Shetland Meridionali.

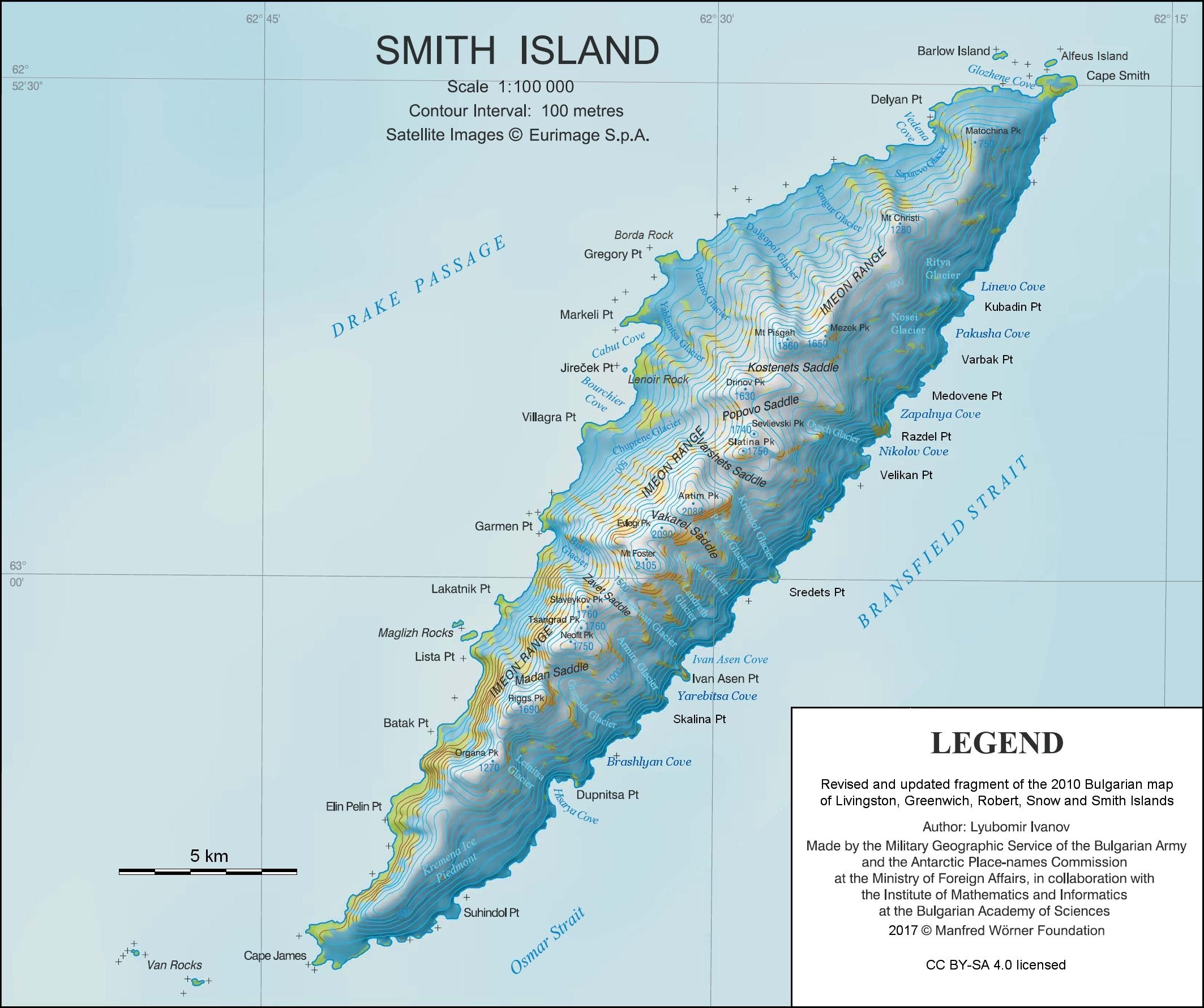
Mappa topografica dell'Isola Smith. La Varshets Saddle si trova nella parte centrale, tra lo Slatina Peak a nord e l'Antim Peak a sud.

Varshets Saddle (in lingua bulgara: седловина Вършец, Sedlovina Varshets) è una sella o valico montuoso antartico, posta ad un'altitudine di 1.430 m, e situata nell'Imeon Range, catena montuosa che occupa la parte interna dell'Isola Smith, che fa parte delle Isole Shetland Meridionali, in Antartide.

## Denominazione
La denominazione è stata assegnata dalla Commissione bulgara per i toponimi antartici in onore della città di Varshets, situata nella parte nordoccidentale della Bulgaria.

## Localizzazione
La sella è delimitata a sud-sudovest dall'Antim Peak e dallo Slatina Peak a est. Sovrasta il Ghiacciaio Chuprene a nordovest e il Ghiacciaio Krivodol a sudest e sud.
La sella è posizionata alle coordinate 62°58′13″S 62°30′31″W. Mappatura bulgara del 2009. 

## Mappe
- Chart of South Shetland including Coronation Island, &c. from the exploration of the sloop Dove in the years 1821 and 1822 by George Powell Commander of the same. Scale ca. 1:200000. London: Laurie, 1822.
- L.L. Ivanov. Antarctica: Livingston Island and Greenwich, Robert, Snow and Smith Islands. Scale 1:120000 topographic map. Troyan: Manfred Wörner Foundation, 2010. ISBN 978-954-92032-9-5 (First edition 2009. ISBN 978-954-92032-6-4)
- South Shetland Islands: Smith and Low Islands. Scale 1:150000 topographic map No. 13677. British Antarctic Survey, 2009.
- Antarctic Digital Database (ADD). Scale 1:250000 topographic map of Antarctica. Scientific Committee on Antarctic Research (SCAR). Since 1993, regularly upgraded and updated.
- L.L. Ivanov. Antarctica: Livingston Island and Smith Island. Scale 1:100000 topographic map. Manfred Wörner Foundation, 2017. ISBN 978-619-90008-3-0